# 中国人民革命軍事博物館
中国人民革命軍事博物館（ちゅうごくじんみんかくめいぐんじはくぶつかん）は、中華人民共和国北京市海淀区に位置する国立博物館である。

## 建物
中華人民共和国建国十周年を記念して建築された十大建築の一つである。1958年10月に起工され、翌1959年7月には竣工するという、驚異的なスピードで建設された（一般公開は1960年）。
設計を担当したのは北京市建築設計院である。市内にある北京電報大楼と長話大楼と同様、完全なシンメトリーのプランの中央部に尖塔を頂く典型的なスターリン様式であるが、前二者は尖塔にあるシンボルが五角星形であるのに対し、当館は中国人民解放軍の八一軍徽となっている。

## 展示

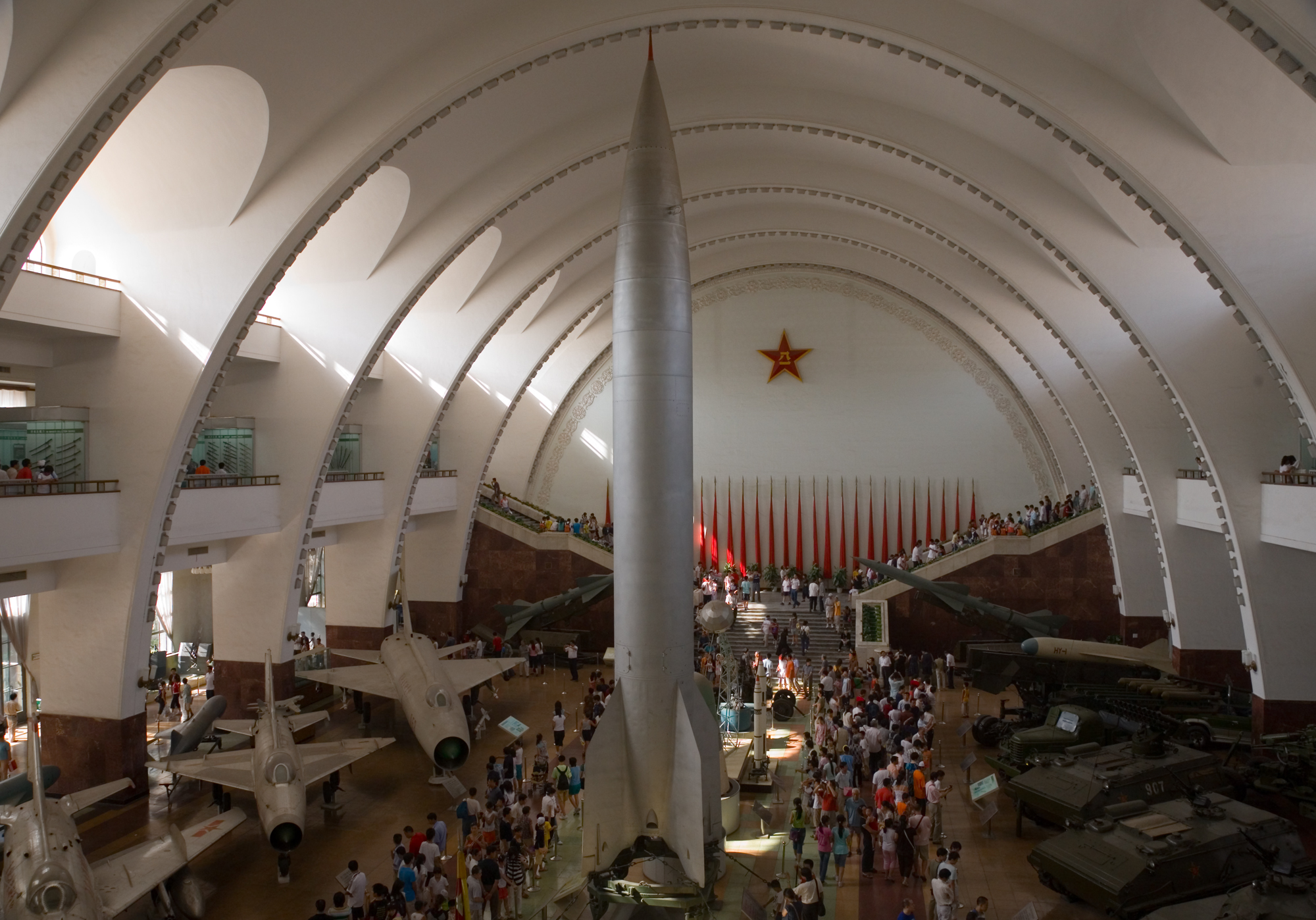
メインの展示ホール。中央に「東風一号」がある。

エントランスホールには白い毛沢東の像があり、その奥にはヴォールト屋根を持つ大展示室があり、中国人民解放軍の主要な装備が年代を追って展示されている。その両側の2つある中庭には接収した戦闘機や戦車が展示されている。建物両翼部は5階建てで、それぞれ1階から4階に渡って特別展示室があり、各階ごとにテーマが異なる。敷地面積は約8万m2、延床面積約6万m2、うち展示面積約4万m2。
膨大な展示物には中国人民解放軍の歴代の兵器を主に、終戦時に接収した日本軍や中国国民党軍の兵器、朝鮮戦争で鹵獲した国連軍の兵器、朱徳や毛沢東の使用した車、撃墜したアメリカのU-2偵察機、古代中国の戦争関連や抗日戦争に関する展示室もある。
等級区分は中国国家一級博物館に分類される。

## その他
- 当館は中央軍事委員会政治工作部（2016年までは中国人民解放軍総政治部）の直轄機関であり、警備も中国人民解放軍の陸軍部隊が直接行っている。
- 屋外・屋内展示ともに一部を除いて写真撮影は規制されていないがフラッシュ撮影は不可。
- 2008年3月1日から無料開放されている。
- 2012年5月2日から全館改装工事中であり、すべての展示物は博物館前の広場に移動されている。

## アクセス
- 北京地下鉄1号線「軍事博物館」駅下車。